# Földtenger varázslója
A Földtenger varázslója (ゲド戦記; Gedo szenki; Hepburn: Gedo senki; angol címén Tales from Earthsea; szó szerinti fordításban Ged háborús történetei) 2006-ban bemutatott japán animációs fantasyfilm, Mijazaki Goró rendezésében és a Studio Ghibli gyártásában.
A film főszereplőit Szugavara Bunta, Okada Dzsunicsi, Tesima Aoi, Fubuki Dzsun és Tanaka Júko szólaltatják meg.
A film Ursula K. Le Guin Szigetvilág (Earthsea) regényciklusának első négy könyvén: A Szigetvilág varázslója (A Wizard of Earthsea), az Atuan sírjai (The Tombs of Atuan), A legtávolibb part (The Farthest Shore) és a Tehanu regényeken alapul, a szereplőket és a történeteket egymással kombinálva. A film címe azonban a 2001-ben megjelent Óceánföld meséi (Tales from Earthsea) című történetgyűjteményen alapszik. A cselekmény „teljesen eltérő” volt Ursula K. Le Guin szerint, aki Mijazaki Goró rendezőnek a következőt mondta: „Ez nem az én könyvem. Ez az ön filmje.” A filmre hatott Mijazaki Hajao Shuna no tabi című mangája is.
A filmből készült mangaadaptáció is. Magyarországon a Best Hollywood adta ki 2008-ban, és az M2, az M1 és a Digi Film televíziócsatorna is műsorára tűzte.

## Cselekmény
Egy harci gálya viharba keveredik a tengeren. A hajó szélirányzó mestere aggódva közli, hogy elvesztette uralmát a szél és a hullámok felett, amikor két egymással harcoló sárkányt vesznek észre a felhők között, ahol az egyik végez a másikkal. Enlad királya aggódik az országon végigsöprő aszály és pestis miatt, s híreket kap a tengeren történt különös előjelről és fiának, Arren hercegnek eltűnéséről. A király varázslója, Root elmondja a történetet, miszerint az emberek és a sárkányok valaha egyek voltak, de akik a hatalmat választották, emberekké váltak, akik a szabadságot, sárkányok maradtak. Aggodalmát fejezi ki, hogy a sárkányok harca csak azt jelentheti, hogy megbomlott az Egyensúly, s a sötétség egyre hatalmasodik. A királyt azonban röviddel ezután meggyilkolják egy sötét folyosón, és mint kiderül, a fia volt a tettes. A herceg elveszi apja kardját és elmenekül a palotából.
A sivatag felé veszi útját, ahol farkasok támadnak rá, de egy varázsló megmenti, aki nem más, mint Karvaly (Ged), a fővarázsló. Arren csatlakozik Karvalyhoz és Hort városába utaznak. Arren egyedül indul körbejárni a várost, de megrémül, hogy  valami követi. Futás közben megpillant egy fiatal lányt, Therrut, akit rabszolga-kereskedők üldöznek. Arren megvédi a lányt, de sokkolja az emberi élet – legfőképp a sajátja – iránt mutatott közönyével.
Éjszaka a rabszolga-kereskedők elfogják Arrent, aki elveszíti kardját, de a vezetőjük értéktelen szemétnek nézi azt. Arrent és a többi rabszolgát kiszabadítja Karvaly és ketten egy farmra mennek, ahol Therru és nevelője, Tenar él, akit Karvaly jól ismer. A rabszolga-kereskedők vezére, Cickány (Hare) Cob úr kastélyába megy jelentést tenni és majdnem az életével fizet hibájáért. Elmondja, hogy Karvaly szabadította ki a rabszolgákat, ekkor Cob megparancsolja neki, hogy hozza őt a kastélyba. A farmon Karvaly felfedi, hogy az Egyensúly felborulásának okát keresi, ezért Hortba kell mennie. Hortban egy kereskedőnél megtalálja Arren kardját, de összetűzésbe kerül Cickánnyal, azonban arcát megmásítva álcázza magát, így a rabszolga-kereskedők továbbállnak.
Arren elmondja Therrunak – aki felhagy korábbi elutasító magatartásával és fokozatosan kezdi elfogadni –, hogy megölte az apját és fél az őt követő ismeretlen énjétől. Később titokban eltűnik. Tenart elfogják a rabszolga-kereskedők, hogy Karvalyt a kastélyba csalják, Therrut pedig a farmon hagyják a kerítéshez kötözve, hogy elmondhassa Karvalynak, mi történt. Arrent ismét üldözi ismeretlen énje és magánkívül merül el egy tóban. Cob, aki ezt látja, megmenti és kastélyába viszi, ahol manipulálja és azt mondja neki, hogy Karvaly fel akarja őt használni az örök élet titkának megtalálásához, de felfedi előtte, hogy ő már megtalálta az örök élethez vezető kaput. Cob megzsarolja Arrent, aki elárulja „valódi nevét”, a Lebannent, így Cob az irányítása alá vonhatja. Karvaly a farmra vezető úton találkozik Therruval, aki időközben kiszabadította magát, odaadja neki Arren kardját és arra kéri, hogy várjon és juttassa vissza Arrennek. Karvaly a kastélyba megy, hogy kiszabadítsa Tenart, de Arrenre bukkan, aki megpróbálja megölni, de elvéti. Karvaly elmondja Arrennek, hogy a halál természetes és senki sem élhet örökké. Ettől Arren rádöbben, hogy mit tett majdnem, de Karvalyt elfogják és tömlöcbe vetik Tenar mellé, mivel Cob kastélyában minden erejét elvesztette.
Therru meglátja Arren egy mását és követi a kastélyba, ahol elárulja, hogy ő az Arrenben lakozó fény. Elmondja Therrunak a valódi nevét és közli, hogy nem tud vele tartani a kastélyba, de mindig mellette lesz. A kastélyban Therru rábukkan a bűntudattal és reménytelenséggel teli Arrenre, akit megszólít valódi nevén megtörve felette Cob hatalmát. Therru is elmondja valódi nevét: Tehanu. Elindulnak megmenteni Tenart és Karvalyt Cobtól, aki egy magas toronyból akarja őket lelökni. Miután átküzdik magukat Cickányon és emberein, Arren mágikus erejének köszönhetően képes lesz kihúzni kardját és levágja Cob karját, melyben varázsbotját tartotta. Cob elveszti varázserejét és egy groteszk öregemberré változik, azonban visszahelyezi levágott karját, elfogja Therrut és a kastély legmagasabb tornyába menekül Arren elől. Cob megöli Therrut, de mivel örök élettel rendelkezik nem hal meg, hanem sárkánnyá változik és végez Cobbal, majd megmenti Arrent az összedőlő toronyból, melyet Cob rongált meg előzőleg, hogy megakadályozza a fiú bejutását.
Therru és Arren egy mezőn szállnak le, ahol Therru visszaváltozik emberré. Arren közli Therruval, hogy haza kell mennie, hogy feleljen bűneiért, de egyszer meglátogatja.

## Szereplők
| Szereplő                     | Japán hang      | Angol hang        | Magyar hang     |
| ---------------------------- | --------------- | ----------------- | --------------- |
| Karvaly (Ged)                | Szugavara Bunta | Timothy Dalton    | Sörös Sándor    |
| Arren herceg/Lebannen        | Okada Dzsunicsi | Matt Levin        | Szvetlov Balázs |
| Therru/Tehanu                | Tesima Aoi      | Blaire Restaneo   | Csuha Bori      |
| Tenar                        | Fubuki Dzsun    | Mariska Hargitay  | Kocsis Judit    |
| Cob                          | Tanaka Júko     | Willem Dafoe      | Kovács Nóra     |
| Cickány (Hare)               | Kagava Terujuki | Cheech Marin      | Kapácsy Miklós  |
| A király                     | Kobajasi Kaoru  | N/A               | N/A             |
| A királynő                   | Nacukava Jui    | Susanne Blakeslee | N/A             |
| főcím, stáblista felolvasása | –               | –                 | Bozai József    |

## Megvalósítás
A Földtenger varázslója a Studio Ghibli első játékfilme, amely a Szigetvilág regényciklus valamely részét adaptálja. A múltban sok rendező, köztük Mijazaki Hajao próbálta meg a Szigetvilág ciklust filmmé adaptálni, de a szerző helytelenítette és elutasította. Amikor Le Guin először hallott Mijazaki szándékáról, hogy egy filmet készítsen műveiből, még egyetlen filmjét sem látta és az animációt a Disneyvel azonosította, s ebben a minőségben nem hajlott Mijazaki kérésének.
2003-ban Mijazaki filmje a Chihiro Szellemországban elnyerte az Oscar-díjat, így ennek hatására Mijazaki megkapta Le Guin engedélyét, azonban ebben az időben A vándorló palotán dolgozott. A Studio Ghibli feje, Szuzuki Tosio úgy döntött, hogy Hajao fia, Mijazaki Goró kapja meg első rendezői feladatát a filmadaptáción. Hajao elégedetlen volt a döntéssel, mivel úgy gondolta, hogy Goró nem rendelkezik a szükséges tapasztalatokkal, nem is beszéltek egymással a film készítése alatt. Ennek ellenére Mijazaki Goró eltökélt volt, hogy befejezze a projektet. Goró 2006. június 28-án tartotta meg első bemutatóját a kész Földtenger varázslójáról, amelyet apja is figyelemmel kísért.

## Megjelenések

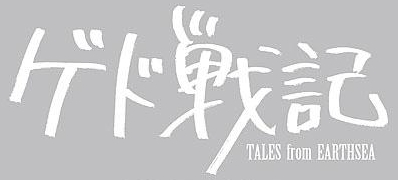
A Földtenger varázslója eredeti logója

### Előzetesek
A Studio Ghibli a film első és második előzetesét a hivatalos weboldalán tette közzé. Egy háromperces előzetest 2006. február 24-étől vetítettek a japán mozik. A végső előzetes 2006. február 23-ától volt látható az NTV-n. Theo Le Guin, Ursula K. Le Guin fia látta a japán előzetest és így nyilatkozott róla: „A képek tényleg csodálatosak. A zene szintén, nem olyan, mint a hollywoodi, hanem egészen ghiblisnek érződött.” Az előzeteseket Itagaki Keiicsi készítette, aki addig az összes Ghibli-film előzetesének elkészítésért felelős volt.

### Japán
A Földtenger varázslójának bemutatója 2006. július 29-én volt a japán mozikban a Toho forgalmazásában. 2007. július 4-én jelent meg DVD-n és VHS-en a Walt Disney Studios Home Entertainment kiadásában.

### Észak-Amerika
Észak-Amerikában a Földtenger varázslóját 2010. augusztus 13-án mutatta be néhány mozi a Walt Disney Pictures forgalmazása alatt. Az amerikai forgalmazás PG-13 korhatár-besorolást kapott az MPAA-tól néhány erőszakosabb jelenet miatt. Ez volt a Walt Disney Studios Motion Pictures forgalmazásában az első PG-13 korhatár-besorolású film és az ötödik, amelyet a Walt Disney Pictures forgalmazott, egyben a második ilyen besorolású Ghibli-film A vadon hercegnője után. DVD-n 2011. március 8-án jelent meg.

### Magyarország
Magyarországon egy tizenkét részes Studio Ghibli-sorozat tagjaként a Best Hollywood adta ki DVD-n 2008. február 24-én. A DVD magyar, japán és angol 5.1-es szinkron mellett magyar és angol feliratot is tartalmaz. Televízióban először az M2 vetítette 2009. október 11-én, majd később az M1 és a Digi Film is műsorára tűzte.

## Filmzene
A Földtenger varázslója zenéjét Terasima Tamija szerezte és a Tokuma Japan Communications és a Studio Ghibli Records adta ki Gedo Senki Soundtrack (ゲド戦記(サウンドトラック); Gedo Szenki Szaundotorakku; Hepburn: Gedo Senki Saundotorakku) címmel többcsatornás hibrid SACD-n 2006. július 12-én. Carlos Núñez kulcsszerepet vállalt, a 11-től a 21. számig játszik körtemuzsikájával, sípjával és galíciai dudájával. Tesima Aoi kezdő énekesként két dalt énekelt. Egy újabb album Melodies from Gedo Senki (メロディーズ・フロム・「ゲド戦記」) címmel 2007. január 17-én jelent meg a ki nem adott filmzenékkel és Núñez új dalaival.
| Gedo Senki Soundtrack dallista | Gedo Senki Soundtrack dallista | Gedo Senki Soundtrack dallista | Gedo Senki Soundtrack dallista | Gedo Senki Soundtrack dallista | Gedo Senki Soundtrack dallista | Gedo Senki Soundtrack dallista | Gedo Senki Soundtrack dallista | Gedo Senki Soundtrack dallista | Gedo Senki Soundtrack dallista |
| #                              | Cím | Hossz                          |                                |                                |                                |                                |                                |                                |                                |
| ------------------------------ | --- | ------------------------------ | ------------------------------ | ------------------------------ | ------------------------------ | ------------------------------ | ------------------------------ | ------------------------------ | ------------------------------ |
| 1.                             | Ihen: Tacu (異変~竜; Hepburn: Ihen: Tatsu; Disaster: Dragon) | 2:30                           |                                |                                |                                |                                |                                |                                |                                |
| 2.                             | Taszogare no kizasi (黄昏の兆し; Hepburn: Tasogare no kizashi; Twilight Omens) | 2:21                           |                                |                                |                                |                                |                                |                                |                                |
| 3.                             | Haitaka: Tóbósa (?; Hepburn: Haitaka: Toubousha; Haitaka: Runaway) | 2:45                           |                                |                                |                                |                                |                                |                                |                                |
| 4.                             | Tabidzsi (旅路; Hepburn: Tabiji; Journey) | 3:42                           |                                |                                |                                |                                |                                |                                |                                |
| 5.                             | Macsi (街; Hepburn: Machi; Town) | 1:30                           |                                |                                |                                |                                |                                |                                |                                |
| 6.                             | Majoi: Ovareru mono (迷い~追われる者; Hepburn: Mayoi: Owareru Mono; Indecision: Pursuer) | 3:38                           |                                |                                |                                |                                |                                |                                |                                |
| 7.                             | Kubiki (軛; Yoke) | 2:05                           |                                |                                |                                |                                |                                |                                |                                |
| 8.                             | No he (野へ; To the Fields) | 1:34                           |                                |                                |                                |                                |                                |                                |                                |
| 9.                             | Kumo (クモ; Clouds) | 2:36                           |                                |                                |                                |                                |                                |                                |                                |
| 10.                            | Daicsi no hito (大地の人; Hepburn: Daichi no hito; Man of the Land) | 3:10                           |                                |                                |                                |                                |                                |                                |                                |
| 11.                            | Ira to sósin: Akutó (棘と傷心~悪党; Hepburn: Ira to shoushin: Akutou; Biting Words and Grief: Scoundrel) | 3:32                           |                                |                                |                                |                                |                                |                                |                                |
| 12.                            | Cuioku: Rótensu no csúkoku (追憶~老店主の忠告; Hepburn: Tsuioku: Routenshu no chuukoku; Recollection: The Warning of the Old Shopkeeper)                                                                                                   | 2:30                           |                                |                                |                                |                                |                                |                                |                                |
| 13.                            | Szónjuka "Terú no uta" eiga Bádzson (Akapera) (挿入歌「テルーの唄」 映画バージョン（アカペラ） 歌/手嶌 葵; Hepburn: Sounyuka "Teruu no uta" eiga baajon (Akapera); Insert Song "Teru's Song" Movie version (a capella)) (ének: Tesima Aoi) | 2:31                           |                                |                                |                                |                                |                                |                                |                                |
| 14.                            | Vakare: Kage no kjófu (別れ~影の恐怖; Hepburn: Wakare: Kage no kyoufu; Parting: Fear of Shadows) | 2:41                           |                                |                                |                                |                                |                                |                                |                                |
| 15.                            | Gódacu: Fusi no júvaku (強奪~不死の誘惑; Hepburn: Goudatsu: Fushi no yuuwaku; Extortion: The Temptation of Immortality) | 5:00                           |                                |                                |                                |                                |                                |                                |                                |
| 16.                            | Kjúkó: Taidzsi (急行~対峙; Hepburn: Kyuukou: Taiji; Express: Confrontation) | 4:57                           |                                |                                |                                |                                |                                |                                |                                |
| 17.                            | Hikari to kage (光と影; Light and Shadow) | 3:40                           |                                |                                |                                |                                |                                |                                |                                |
| 18.                            | Sin no na: Mezame (真の名~目覚め; Hepburn: Shin no na: Mezame; True Name: Awakening) | 4:55                           |                                |                                |                                |                                |                                |                                |                                |
| 19.                            | Si no noroi: Kjóki (死の呪い~狂気; Hepburn: Shi no Noroi: Kyouki; Curse of Death: Madness) | 7:24                           |                                |                                |                                |                                |                                |                                |                                |
| 20.                            | Inocsi no hi (命の火; Hepburn: Inochi no hi; Fire of Life) | 2:08                           |                                |                                |                                |                                |                                |                                |                                |
| 21.                            | Ovari to hadzsimari: Sudaika "Toki no uta" (終わりと始まり ~主題歌「時の歌」 歌/手嶌 葵~エンディング; Hepburn: Owari to hajimari: Shudaika "Toki no uta"; Ending and Beginning: Theme Song "Song of Time") (ének: Tesima Aoi)              | 8:36                           |                                |                                |                                |                                |                                |                                |                                |
| 1:13:45                        | |                                |                                |                                |                                |                                |                                |                                |                                |

| Melodies from Gedo Senki dallista | Melodies from Gedo Senki dallista                                                | Melodies from Gedo Senki dallista | Melodies from Gedo Senki dallista | Melodies from Gedo Senki dallista | Melodies from Gedo Senki dallista | Melodies from Gedo Senki dallista | Melodies from Gedo Senki dallista | Melodies from Gedo Senki dallista | Melodies from Gedo Senki dallista |
| #                                 | Cím                                                                              | Szerző(k)                         | Hossz                             |                                   |                                   |                                   |                                   |                                   |                                   |
| --------------------------------- | -------------------------------------------------------------------------------- | --------------------------------- | --------------------------------- | --------------------------------- | --------------------------------- | --------------------------------- | --------------------------------- | --------------------------------- | --------------------------------- |
| 1.                                | Song of Therru (Instrumental) (テルーの唄（ケルティック・インストゥルメンタル）) | Tanijama Hiroko, Carlos Núñez     | 1:40                              |                                   |                                   |                                   |                                   |                                   |                                   |
| 2.                                | Beyond the Darkness - Anthem from Earthsea (闇の彼方)                            | Terasima Tamija, Carlos Núñez     | 3:51                              |                                   |                                   |                                   |                                   |                                   |                                   |
| 3.                                | The Misty Land (霧の大地)                                                        | Terasima Tamija, Carlos Núñez     | 4:36                              |                                   |                                   |                                   |                                   |                                   |                                   |
| 4.                                | Spanish Dragon (スパニッシュ・ドラゴン)                                          | Terasima Tamija, Carlos Núñez     | 3:16                              |                                   |                                   |                                   |                                   |                                   |                                   |
| 5.                                | The Bounty of the Land (地の恵み)                                                | Terasima Tamija, Carlos Núñez     | 3:10                              |                                   |                                   |                                   |                                   |                                   |                                   |
| 6.                                | Town Jig (街のジグ)                                                              | Terasima Tamija, Carlos Núñez     | 1:59                              |                                   |                                   |                                   |                                   |                                   |                                   |
| 7.                                | Arren’s Way - Gedo Senki Overture (アレンの道－ゲド戦記序曲)                     | Terasima Tamija, Carlos Núñez     | 3:26                              |                                   |                                   |                                   |                                   |                                   |                                   |
| 8.                                | The End of the Land (この地の果て)                                               | Terasima Tamija, Carlos Núñez     | 4:51                              |                                   |                                   |                                   |                                   |                                   |                                   |
| 9.                                | Song of Time (Instrumental) (時の歌（ケルティック・インストゥルメンタル）)       | A. Arai/H. Hogari, Carlos Núñez   | 4:32                              |                                   |                                   |                                   |                                   |                                   |                                   |
| 10.                               | Over Nine Waves (9つの波をこえて)                                                | Carlos Núñez                      | 4:20                              |                                   |                                   |                                   |                                   |                                   |                                   |
| 35:41                             |                                                                                  |                                   |                                   |                                   |                                   |                                   |                                   |                                   |                                   |

## Fogadtatás
A Földtenger varázslója az első helyet érte el megjelenése után a japán piacon, a nyitóhéten több mint 900 millió jent (7,7 millió dollár) bevételt hozott, visszaszorítva A Karib-tenger kalózai: Holtak kincsét a második helyre. Öt hétig, az X-Men: Az ellenállás vége megjelenéséig tartotta pozícióját a japán piacon. Összességében az év 4. legjobban jövedelmező filmje volt Japánban. Vegyes fogadtatása ellenére 68 millió dollár bevételt hozott világszerte.
Goró 2006. június 28-án tartott bemutatóját apja is figyelemmel kísérte. A vetítés nem sikerült jól, Hajao a film közepén kiment cigarettázni, megjegyezve, hogy „Mintha már három órája ülnék bent”. A vetítés után erős kritikát fogalmazott meg: „Láttam a gyerekemet — még nem nőtt fel. Ennyi.”, majd hozzátette: „Jó, hogy csinált egy filmet. Ezzel abba is hagyhatja.” Később azonban egy dicsérő üzenetet küldött fiának régi munkatárásával, Jaszuda Micsijóval, melyben azt írta, hogy a film „őszinte volt, úgyhogy jó volt”.
Ursula K. Le Guin, a Szigetvilág ciklus szerzője vegyes érzelmekkel fogadta a filmet a honlapján megjelent kritikájában. Le Guin dicsérte a film képi világát, de megállapította, hogy a cselekmény annyira eltért az ő történetétől, hogy egy teljesen más történetet látott, s teljesen zavarba jött az ő szereplőivel azonos nevű szereplőktől. Dicsérte a természet bizonyos ábrázolásait a filmben, de érezte, hogy a gyártási költségek nem voltak olyan magasak, mint Mijazaki Hajao korábbi filmjeinél, s bírálta, hogy a film izgalmi része túlságosan az erőszakos jelenetekre összpontosított. Mijazaki Goró felé az első dicsérete a következő volt: „Ez nem az én könyvem. Ez az ön filmje. Ez egy jó film.” Azonban elmondta, hogy a film hivatalos blogján közölt véleménye nem tükrözi valódi érzéseit, a film rendkívüli eltérését az eredeti művétől: „kontextus nélkül kiragad darabokat és részeket, aztán lecseréli a történetet egy teljesen eltérőre...”
Le Guin vegyes véleménye tükrözi a film fogadtatását és népszerűségét Japánban. A film egyaránt erős védelmező és becsmérlő táborra talált Japánban. A legtöbb vélemény összefoglalva válasz Le Guin honlapján megjelent kritikájára, szerintük a film gyengeségei annak az eredménye, „amikor valaki túl sok felelősséget vállal magára, de nincsenek meg hozzá az eszközei”.
A Földtenger varázslója megjelenésének évében megkapta Japánban a Bunsun Kiicsigo díjat (a japán Arany Málna díjat) a „legrosszabb film”, Mijazaki Goró pedig „legrosszabb rendező” kategóriában. A filmet jelölték 2007-ben a Japan Academy Prize-ra az év animációja kategóriában és beválasztást nyert az Out of Competition szekcióba a 63. Velencei Nemzetközi Filmfesztiválon.
2013 szeptemberében a Rotten Tomatoes 42%-ra értékelte a filmet 36 kritika alapján, a közönség 48%-ra. Az IMDb-n 10-ből 6,5-re értékelték 14 133 szavazattal.

## Fordítás
Ez a szócikk részben vagy egészben  a   Tales from Earthsea (film) című angol Wikipédia-szócikk ezen változatának fordításán alapul.  Az eredeti cikk szerkesztőit annak laptörténete sorolja fel. Ez a jelzés csupán a megfogalmazás eredetét és a szerzői jogokat jelzi, nem szolgál a cikkben szereplő információk forrásmegjelöléseként.